# Jasmine Jessica Anthony
Jasmine Jessica Anthony (Tarzana, 28 ottobre 1996) è un'attrice statunitense.
Figlia di un'attrice e di Art Anthony, truccatore televisivo ed ex attore teatrale.
Ha preso parte in diverse serie televisive ma anche film cinema, tra cui 1408 dove interpreta la figlia di John Cusack.

## Filmografia parziale

### Cinema
- 1408, regia di Mikael Håfström (2007)

### Televisione
- Detective Monk (Monk) – serie TV, episodio 4x02 (2005)